# Mexikói ciprus
A mexikói ciprus (Cupressus lusitanica) a ciprusfélék családjába tartozó növényfaj. Tudományos neve Portugáliára utal, mert régebben úgy vélték, hogy onnan származik.

## Származása, élőhelye
A Közép-Amerika, Mexikó hegységei.

## Leírása
Karcsú, kúpos 30 m magasra megnövő örökzöld faj. Kérge barna, rostos, hosszanti csíkokban hámló.
Levelei aprók, pikkelyszerűek, hegyes elálló csúcsúak. A szürkészöld, vékony ágacskák szabálytalanok.
Virágzatok: a sárgásbarna porzós és a szürkés termős tobozok kis hajtásvégi csomókban kora tavsszal nyílnak.
A toboza gömb alakú, 1,5 cm-es és két éven át érik. Fiatalon szürkéskék, majd fénylő barna. Pikkelyein hegyes nyúlvány van.
A'Glauca Pendula' lecsüngő ágú, kékesszürke levelű fajta.

## Képek

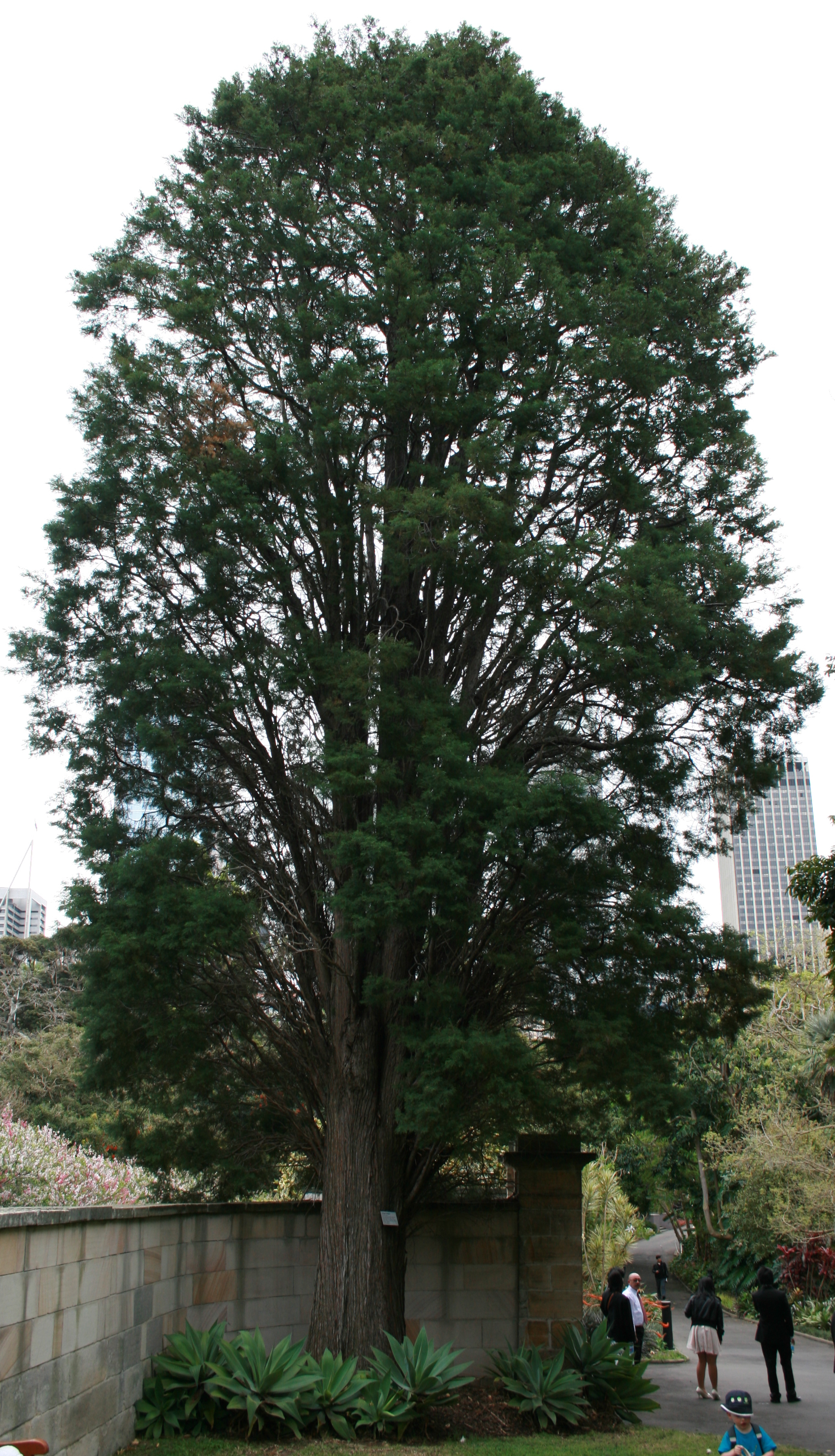
Habitusa
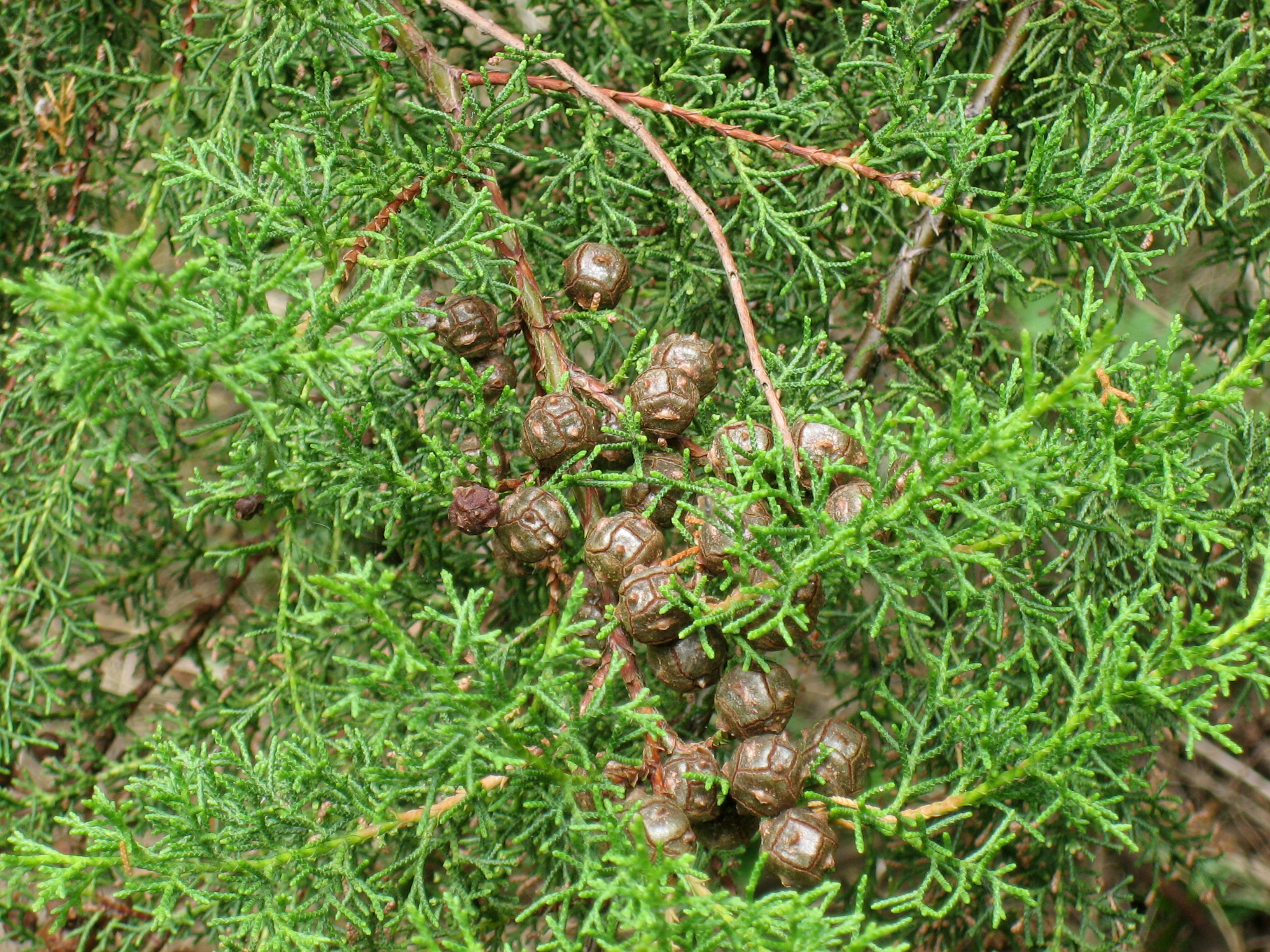
Levelei és toboza
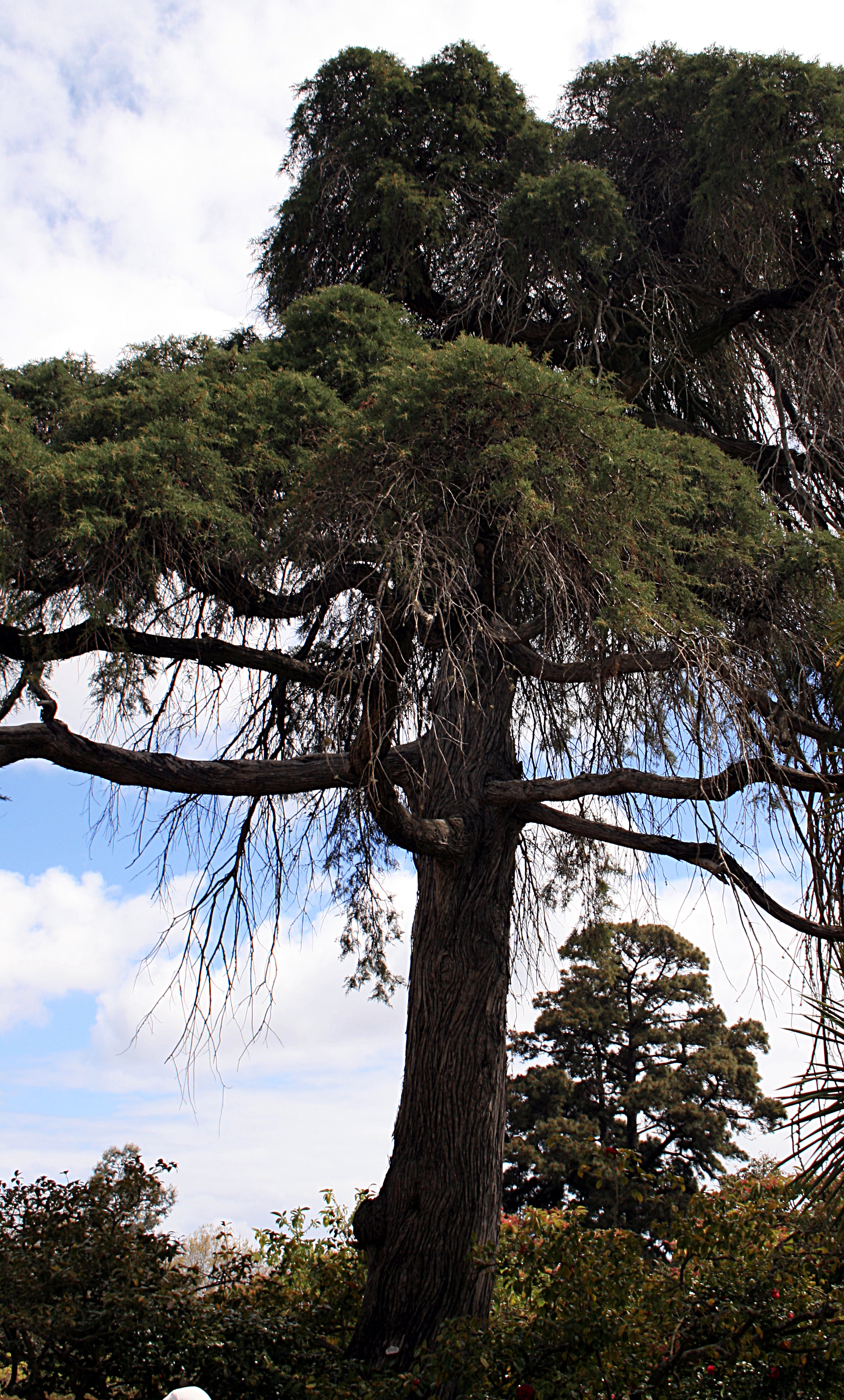
Botanikus kertben Madeira